# Jacques Chabrat
Jacques Chabrat, né le 25 juin 1910 à Bordeaux et mort le 26 juillet 1970 dans la même ville, est un industriel et homme politique français.

## Biographie

### Carrière politique
Il est, de 1959 à sa mort, le premier adjoint du maire de Bordeaux.

## Distinctions

### Décorations
- Croix de guerre 1939-1945.
- Médaille militaire (4 citations).